# Calamaria borneensis
Calamaria borneensis är en ormart som beskrevs av Bleeker 1860. Calamaria borneensis ingår i släktet Calamaria och familjen snokar. IUCN kategoriserar arten globalt som livskraftig. Inga underarter finns listade.
Arten förekommer på norra Borneo. Honor lägger ägg.